# Batheulima abbreviata
Batheulima abbreviata is een slakkensoort uit de familie van de Eulimidae. De wetenschappelijke naam van de soort is voor het eerst geldig gepubliceerd in 1884 door Jeffreys.